# 6010 Lyzenga
6010 Lyzenga (1990 OE) là một tiểu hành tinh vành đai chính được phát hiện ngày 19 tháng 7 năm 1990 bởi E. F. Helin ở Palomar.